# Конев, Павел Фёдорович
Павел Фёдорович Конев (1925—1945) — младший лейтенант Рабоче-крестьянской Красной Армии, участник Великой Отечественной войны, Герой Советского Союза (1945).

## Биография
Павел Конев родился 5 июля 1925 года в селе Старица (ныне — Черноярский район Астраханской области). После окончания семи классов школы работал в колхозе. В январе 1943 года Конев был призван на службу в Рабоче-крестьянскую Красную Армию. В 1944 году он окончил Саратовское танковое училище. С ноября того же года — на фронтах Великой Отечественной войны, командовал танком 269-го танкового батальона, 23-й танковой бригады (9-го танкового корпуса, 33-й армии, 1-го Белорусского фронта). Отличился во время освобождения Польши.
20 января 1945 года Конев на своём танке скрытно по болотам подошёл вплотную к немецкой обороне и открыл огонь по позициям противника, уничтожив обоз, 3 артиллерийских орудия и большое количество солдат и офицеров противника, а затем захватил и удерживал до подхода основных сил переправы через реку Варта.
Указом Президиума Верховного Совета СССР от 27 февраля 1945 года младший лейтенант Павел Конев был удостоен высокого звания Героя Советского Союза. Орден Ленина и медаль «Золотая Звезда» он получить не успел, так как 5 марта 1945 года погиб в бою. Похоронен в городе Штаргард.